# Страховка (Липецкая область)
Страхо́вка — деревня в Задонском районе Липецкой области России. Входит в состав Камышевского сельсовета.

## География
Деревня расположена в южной части Липецкой области, в восточной части Задонского района, в пределах Среднерусской возвышенности, между рекой Репец к северу и автодорогой 42К-233.
Имеет одну улицу: Луговая.

## Население
| 2010 |
| ---- |
| 14   |

## Инфраструктура
Личное подсобное хозяйство.

## Транспорт
Деревня доступна автотранспортом. Остановка общественного транспорта «Страховка». 